# Fritz Holle
Fritz Holle (* 30. April 1914 in Neu-Ulm; † 26. Dezember 1998 in München) war ein deutscher Chirurg und Hochschullehrer in München.

## Leben
Als Sohn eines Generaloberarztes besuchte Holle Schulen in Neu-Ulm, Stuttgart und München, wo er am Maximiliansgymnasium das Abitur ablegte. Er studierte an der Ludwig-Maximilians-Universität München Medizin. Wie vor ihm mütterliche (Wülfert) und väterliche Familienangehörige wurde er im Jahr 1933 als Holle IV Fuchs im Corps Suevia München. Kurz vor der (frühen) Suspension des Corps wurde er 1934 recipiert. Als Inaktiver folgte er ab 1935 dem militärärztlichen Weg seines Vaters. Er ging an die „neue“ Militärärztliche Akademie, an der er im Jahr 1939
das medizinische Staatsexamen ablegte.

### Brüssel
Die Entscheidung für die Wehrmacht ersparte ihm das Los vieler gleichaltriger ziviler Kollegen, im kurz darauf beginnenden Überfall auf Polen als Truppenarzt an die Front zu müssen. Im Jahr 1940 wurde er in München zum Dr. med. promoviert. Er bekam eine Assistentenstelle im Sonderlazarett vom Oberkommando des Heeres in Brüssel. Dort erhielt er in den Kriegsjahren bei Werner Wachsmuth eine hervorragende chirurgische Ausbildung. Im Jahr 1942 heiratete er die Ärztin Gertrud Reiser. Der Sohn Paul wurde ebenfalls Arzt.

### Würzburg
In den beiden ersten Nachkriegsjahren war er Medical Officer eines Hospitals für Kriegsgefangene in England. Anschließend ging er an das Universitätsklinikum Würzburg, wo sein früherer Chef Wachsmuth den chirurgischen Lehrstuhl übernommen hatte. Seit 1950 Facharzt für Chirurgie, habilitierte sich Holle 1952. Zum apl. Professor für Chirurgie wurde er 1958 ernannt. Holle besuchte Thoraxchirurgen in Paris, London, Groningen und Basel (Rudolf Nissen) sowie den Strahlentherapeuten Robert Janker in Bonn. Nach diesen Erfahrungen wurde die thoraxchirurgische Abteilung der Würzburger Klinik ausgebaut. 1956 rief er eine kardiologische Arbeitsgemeinschaft mit der Würzburger Kinderklinik ins Leben. Bis 1961 war er als leitender Oberarzt in Würzburg tätig.

### München
Im Jahr 1961 erhielt er ein Extraordinariat in München. 1965 kam er auf den Lehrstuhl für spezielle Chirurgie. Zugleich war er Direktor der Chirurgischen Poliklinik der Ludwig-Maximilians-Universität. 1967/68 war er Dekan der Medizinischen Fakultät. Für das Jahr 1968 wurde er zum Präsidenten der Vereinigung der Bayerischen Chirurgen gewählt. 1971/72 saß er im Präsidium der Deutschen Gesellschaft für Chirurgie. Seine Publikationen befassen sich mit allen Gebieten der Chirurgie. Seine Forschungen begründeten die nichtresezierende Ulkuschirurgie (Vagotomie).
Er spielte Klavier und lernte in fortgeschrittenem Alter das Flötenspiel, um mit seiner Frau am Klavier musizieren zu können. Wachsmuth blieb er zeitlebens in enger Freundschaft verbunden. In seinen letzten Lebensjahren erlitt er die Alzheimer-Erkrankung. Er starb mit 84 Jahren.

## Ehrungen
- Braun-Jubiläumspreis 1973 der Deutschen Gesellschaft für Chirurgie
- Acrel-Medaille der Schwedischen Gesellschaft für Chirurgie
- Verdienstorden der Bundesrepublik Deutschland, Bundesverdienstkreuz am Bande
- München leuchtet (1982), für seine Verdienste um den Aufbau des Münchner Notarztdienstes in den 1960er Jahren
- Verdienstorden der Bundesrepublik Deutschland, Bundesverdienstkreuz 1. Klasse (1984)
- Ehrenmitglied des American College of Surgeons
- Ehrenmitglied der Griechischen Gesellschaft für Chirurgie
- Aufnahme als Mitglied im Jahr 1977 in der Sektion Chirurgie, Orthopädie und Anästhesiologie in die Deutsche Akademie der Naturforscher Leopoldina
- Max-Lebsche-Medaille der Bayerischen Chirurgenvereinigung (1989)

## Veröffentlichungen (Auswahl)
- Spezielle Magenchirurgie. Springer, Berlin 1968.